# Grant County, Kansas
Grant County är ett administrativt område i delstaten Kansas, USA. År 2010 hade countyt 7 829 invånare. Den administrativa huvudorten (county seat) är Ulysses. 

## Geografi
Enligt United States Census Bureau så har countyt en total area på 1 489 km². 1 489 km² av den arean är land och 0 km² är vatten.  

### Angränsande countyn
- Kearny County - nord
- Finney County - nordost
- Haskell County - öst
- Stevens County - söder
- Stanton County - väst
- Hamilton County - nordväst